# 丹尼斯·威爾森
丹尼斯·卡爾·威爾森（英語：Dennis Carl Wilson，1944年12月4日—1983年12月28日）是美國音樂家、歌手與詞曲作家，也是樂團海灘男孩的創團成員之一。他最為人知曉的身分為樂團的鼓手以及其團員：布萊恩與卡爾·威爾森的兄弟。丹尼斯是海灘男孩中唯一的衝浪手，他的個人生活體現了樂團早期歌曲的主題「加州之聲」。他也與日後犯下數起殺人事件的邪教領袖與詞曲作家查爾斯·曼森有過短暫接觸。
威爾森在海灘男孩主要負責爵士鼓與背景人聲部份，盡管主流看法認為大部分海灘男孩作品皆是聘請錄音室樂手來錄製，但在一些樂團的熱門歌曲中仍能找到他的演奏。他最初在樂團中僅做過幾首歌的主唱，但從1968年的專輯《Friends》開始，他作為創作歌手的地位越來越高。與布萊恩的音樂不同，丹尼斯的特點是反映他的「尖酸」和「歡樂」。
他為樂團創作的原創歌曲包括〈Little Bird〉（1968年）、〈Forever〉（1970年）和〈Slip On Through〉（1970年）。樂團的傳記作者瓊·斯特賓斯還表示丹尼斯·威爾森是喬·科克爾1974年的熱門歌曲〈You Are So Beautiful〉不被註明的作者。"
在生前的最後幾年，威爾森掙扎於藥物成癮，導致他與其他團員的關係緊張。他唯一的個人專輯《Pacific Ocean Blue》（1977年）雖然評價不錯，但銷量平平。後來還有評價將此專輯論為「由菲爾·斯佩克特製作的科特·柯本作品」。他的下一張專輯《Bambu》也因他於1983年在瑪瑞娜戴爾瑞溺斃而了無下文。1988年，威爾森以海灘男孩成員身分入選搖滾名人堂。

## 個人作品
專輯
| 1977 | 《Pacific Ocean Blue》 - 發行日期：1977年8月22日 - 唱片廠牌：馴鹿唱片 - 曲目：〈River Song〉、〈What's Wrong〉、〈Moonshine〉、〈Friday Night〉、〈Dreamer〉、〈Thoughts of You〉、〈Time〉、〈You and I〉、〈Pacific Ocean Blues〉、〈Farewell My Friend〉、〈Rainbows〉、〈End of the Show〉 | 96 | 16 | 5 |

單曲
| 發行日期   | 發行地 | 曲名                                  | 唱片廠牌      | 榜單排名 |
| ---------- | ------ | ------------------------------------- | ------------- | -------- |
| 1970年12月 | 英國   | 〈Sound of Free〉/〈Lady〉            | Stateside唱片 | 從未上榜 |
| 1977年9月  | 歐洲   | 〈River Song〉/〈Farewell My Friend〉 | 馴鹿唱片      | 從未上榜 |
| 1977年10月 | 美國   | 〈You and I〉/〈Friday Night〉        | 馴鹿唱片      | 從未上榜 |

## 相關書籍
- Doe, Andrew; Tobler, John. . Omnibus Press. 2004  [2019-05-31]. ISBN 978-1-84449-426-2. （原始内容存档于2020-09-15）.
- Gaines, Steven. . New York: Da Capo Press. 1986  [2019-05-31]. ISBN 0306806479. （原始内容存档于2022-09-01）.
- Leaf, David. . New York: Grosset & Dunlap. 1978  [2019-05-31]. ISBN 978-0-448-14626-3. （原始内容存档于2020-09-15）.
- Stebbins, Jon. . Backbeat Books. 2011  [2019-05-31]. ISBN 9781458429148. （原始内容存档于2020-09-15）.
- Webb, Adam. . Creation Books. 2001  [2019-05-31]. ISBN 978-1-84068-051-5. （原始内容存档于2020-09-15）.

## 延伸閱讀
- Sharp, Ken. . 2017.
- Stebbins, Jon. . ECW Press. 2000  [2019-05-31]. ISBN 978-1-55022-404-7. （原始内容存档于2020-09-15）.